# Water-polo aux championnats du monde de natation 2005
Navigation
Barcelone 2003 Melbourne 2007
Deux tournois de water-polo, un masculin et un féminin, sont disputés du 18 juillet au 30 juillet 2005 lors des championnats du monde de natation 2005 à Montréal.

## Tournoi masculin

### Équipes participantes
| Groupe A - Afrique du Sud - Espagne - Italie - Russie | Groupe B - Cuba - États-Unis - Japon - Serbie-et-Monténégro | Groupe C - Canada - Croatie - Hongrie - Roumanie | Groupe D - Allemagne - Australie - Chine - Grèce |

### Tour préliminaire

#### Groupe A
| Rang | Équipe         | Pts | J | G | N | P | Bp | Bc | Diff |
| ---- | -------------- | --- | - | - | - | - | -- | -- | ---- |
| 1    | Russie         | 6   | 3 | 3 | 0 | 0 | 24 | 18 | +6   |
| 2    | Espagne        | 4   | 3 | 2 | 0 | 1 | 25 | 17 | +8   |
| 3    | Italie         | 2   | 3 | 1 | 0 | 2 | 24 | 16 | +8   |
| 4    | Afrique du Sud | 0   | 3 | 0 | 0 | 3 | 15 | 37 | -22  |

| Date       |                | Score |                |
| ---------- | -------------- | ----- | -------------- |
| 18 juillet | Russie         | 11-7  | Espagne        |
| 18 juillet | Afrique du Sud | 7-5   | Italie         |
| 20 juillet | Espagne        | 11-4  | Afrique du Sud |
| 20 juillet | Russie         | 5-4   | Italie         |
| 22 juillet | Russie         | 8-7   | Espagne        |
| 22 juillet | Italie         | 15-4  | Afrique du Sud |

#### Groupe B
| Rang | Équipe               | Pts | J | G | N | P | Bp | Bc | Diff |
| ---- | -------------------- | --- | - | - | - | - | -- | -- | ---- |
| 1    | Serbie-et-Monténégro | 6   | 3 | 3 | 0 | 0 | 46 | 10 | +36  |
| 2    | États-Unis           | 4   | 3 | 2 | 0 | 1 | 24 | 18 | +6   |
| 3    | Cuba                 | 2   | 3 | 1 | 0 | 2 | 16 | 42 | -26  |
| 4    | Japon                | 0   | 3 | 0 | 0 | 3 | 17 | 33 | -16  |

| Date       |                      | Score |            |
| ---------- | -------------------- | ----- | ---------- |
| 18 juillet | États-Unis           | 7-4   | Japon      |
| 18 juillet | Serbie-et-Monténégro | 21-1  | Cuba       |
| 20 juillet | Serbie-et-Monténégro | 17-5  | Japon      |
| 20 juillet | États-Unis           | 13-6  | Cuba       |
| 22 juillet | Cuba                 | 9-8   | Japon      |
| 22 juillet | Serbie-et-Monténégro | 8-4   | États-Unis |

#### Groupe C
| Rang | Équipe   | Pts | J | G | N | P | Bp | Bc | Diff |
| ---- | -------- | --- | - | - | - | - | -- | -- | ---- |
| 1    | Hongrie  | 6   | 3 | 3 | 0 | 0 | 35 | 11 | +24  |
| 2    | Croatie  | 4   | 3 | 2 | 0 | 1 | 29 | 18 | +11  |
| 3    | Roumanie | 2   | 3 | 1 | 0 | 2 | 18 | 22 | -4   |
| 4    | Canada   | 0   | 3 | 0 | 0 | 3 | 9  | 40 | -31  |

| Date       |          | Score |          |
| ---------- | -------- | ----- | -------- |
| 18 juillet | Hongrie  | 14-4  | Roumanie |
| 18 juillet | Croatie  | 19-4  | Canada   |
| 20 juillet | Croatie  | 6-4   | Roumanie |
| 20 juillet | Hongrie  | 11-3  | Canada   |
| 22 juillet | Hongrie  | 10-4  | Croatie  |
| 22 juillet | Roumanie | 10-2  | Canada   |

#### Groupe D
| Rang | Équipe    | Pts | J | G | N | P | Bp | Bc | Diff |
| ---- | --------- | --- | - | - | - | - | -- | -- | ---- |
| 1    | Grèce     | 6   | 3 | 3 | 0 | 0 | 46 | 10 | +36  |
| 2    | Allemagne | 4   | 3 | 2 | 0 | 1 | 24 | 18 | +6   |
| 3    | Australie | 2   | 3 | 1 | 0 | 2 | 16 | 42 | -26  |
| 4    | Chine     | 0   | 3 | 0 | 0 | 3 | 17 | 33 | -16  |

| Date       |           | Score |           |
| ---------- | --------- | ----- | --------- |
| 18 juillet | Grèce     | 11-4  | Chine     |
| 18 juillet | Allemagne | 9-8   | Australie |
| 20 juillet | Grèce     | 8-4   | Allemagne |
| 20 juillet | Australie | 11-6  | Chine     |
| 22 juillet | Allemagne | 11-6  | Chine     |
| 22 juillet | Grèce     | 10-8  | Australie |

### Tour de Qualification
| Date       |            | Score |           |
| ---------- | ---------- | ----- | --------- |
| 24 juillet | Espagne    | 17-2  | Cuba      |
| 24 juillet | États-Unis | 5-6   | Italie    |
| 24 juillet | Croatie    | 10-6  | Australie |
| 24 juillet | Allemagne  | 5-7   | Roumanie  |

### Phase finale

#### Plays-off
|  | Quarts de finale     | Quarts de finale     |                      |       | Demi-finales           | Demi-finales |  |  | Finale  | Finale |
|  | Quarts de finale     | Quarts de finale     |                      |       | Demi-finales           | Demi-finales |  |  | Finale  | Finale |
|  |                      |                      |                      |       |                        |              |  |  |         |        |
|  |                      |                      |                      |       |                        |              |  |  |         |        |
|  |                      |                      |                      |       |                        |              |  |  |         |        |
|  | Russie               | 4                    |                      |       |                        |              |  |  |         |        |
|  | Russie               | 4                    |                      |       |                        |              |  |  |         |        |
|  | Croatie              | 6                    |                      |       |                        |              |  |  |         |        |
|  | Croatie              | 6                    | Croatie              | 4     |                        |              |  |  |         |        |
|  |                      |                      | Croatie              | 4     |                        |              |  |  |         |        |
|  |                      | Serbie-et-Monténégro | 5                    |       |                        |              |  |  |         |        |
|  | Serbie-et-Monténégro | Serbie-et-Monténégro | 5                    | 10    |                        |              |  |  |         |        |
|  | Serbie-et-Monténégro |                      |                      | 10    |                        |              |  |  |         |        |
|  | Roumanie             | 8                    |                      |       |                        |              |  |  |         |        |
|  | Roumanie             | 8                    | Serbie-et-Monténégro | 8     |                        |              |  |  |         |        |
|  |                      |                      | Serbie-et-Monténégro | 8     |                        |              |  |  |         |        |
|  |                      | Hongrie              | 7                    |       |                        |              |  |  |         |        |
|  | Hongrie              | Hongrie              | 7                    | 8     |                        |              |  |  |         |        |
|  | Hongrie              |                      |                      | 8     |                        |              |  |  |         |        |
|  | Espagne              | 4                    |                      |       |                        |              |  |  |         |        |
|  | Espagne              | 4                    | Hongrie              | 7     |                        |              |  |  |         |        |
|  |                      |                      | Hongrie              | 7     | Match pour la 3e place |              |  |  |         |        |
|  |                      | Grèce                | 6                    |       |                        |              |  |  |         |        |
|  | Grèce                | Grèce                | 6                    | 13    |                        |              |  |  |         |        |
|  | Grèce                |                      |                      | 13    |                        |              |  |  |         |        |
|  | Italie               | 9                    |                      | Grèce | 11                     |              |  |  |         |        |
|  | Italie               | 9                    |                      | Grèce | 11                     |              |  |  |         |        |
|  |                      |                      |                      |       |                        |              |  |  | Croatie | 10     |
|  |                      |                      |                      |       |                        |              |  |  | Croatie | 10     |

### Classemant final
| Pos.               | Équipe               |
| ------------------ | -------------------- |
| Médaille d'or      | Serbie-et-Monténégro |
| Médaille d'argent  | Hongrie              |
| Médaille de bronze | Grèce                |
| 4.                 | Croatie              |
| 5.                 | Espagne              |
| 6.                 | Roumanie             |
| 7.                 | Russie               |
| 8.                 | Italie               |
| 9.                 | Allemagne            |
| 10.                | Australie            |
| 11.                | États-Unis           |
| 12.                | Cuba                 |
| 13.                | Canada               |
| 14.                | Japon                |
| 15.                | Afrique du Sud       |
| 16.                | Chine                |

## Tournoi féminin

### Équipes participantes
| Groupe A - Canada - Cuba - Italie - Venezuela | Groupe B - Chine - Espagne - États-Unis - Hongrie | Groupe C - Grèce - Nouvelle-Zélande - Ouzbékistan - Russie | Groupe D - Allemagne - Australie - Brésil - Pays-Bas |

### Phase finale

#### Plays-off
|  | Quarts de finale | Quarts de finale |         |        | Demi-finales           | Demi-finales |  |  | Finale | Finale |
|  | Quarts de finale | Quarts de finale |         |        | Demi-finales           | Demi-finales |  |  | Finale | Finale |
|  |                  |                  |         |        |                        |              |  |  |        |        |
|  |                  |                  |         |        |                        |              |  |  |        |        |
|  |                  |                  |         |        |                        |              |  |  |        |        |
|  | Canada           | 8                |         |        |                        |              |  |  |        |        |
|  | Canada           | 8                |         |        |                        |              |  |  |        |        |
|  | Grèce            | 6                |         |        |                        |              |  |  |        |        |
|  | Grèce            | 6                | Canada  | 7      |                        |              |  |  |        |        |
|  |                  |                  | Canada  | 7      |                        |              |  |  |        |        |
|  |                  | Hongrie          | 9       |        |                        |              |  |  |        |        |
|  | Hongrie          | Hongrie          | 9       | 10     |                        |              |  |  |        |        |
|  | Hongrie          |                  |         | 10     |                        |              |  |  |        |        |
|  | Allemagne        | 4                |         |        |                        |              |  |  |        |        |
|  | Allemagne        | 4                | Hongrie | 10     |                        |              |  |  |        |        |
|  |                  |                  | Hongrie | 10     |                        |              |  |  |        |        |
|  |                  | États-Unis       | 7       |        |                        |              |  |  |        |        |
|  | Russie           | États-Unis       | 7       | 7      |                        |              |  |  |        |        |
|  | Russie           |                  |         | 7      |                        |              |  |  |        |        |
|  | Italie           | 5                |         |        |                        |              |  |  |        |        |
|  | Italie           | 5                | Russie  | 8      |                        |              |  |  |        |        |
|  |                  |                  | Russie  | 8      | Match pour la 3e place |              |  |  |        |        |
|  |                  | États-Unis       | 10      |        |                        |              |  |  |        |        |
|  | États-Unis       | États-Unis       | 10      | 8      |                        |              |  |  |        |        |
|  | États-Unis       |                  |         | 8      |                        |              |  |  |        |        |
|  | Australie        | 5                |         | Canada | 8                      |              |  |  |        |        |
|  | Australie        | 5                |         | Canada | 8                      |              |  |  |        |        |
|  |                  |                  |         |        |                        |              |  |  | Russie | 3      |
|  |                  |                  |         |        |                        |              |  |  | Russie | 3      |

### Classemant final
| Pos.               | Équipe           |
| ------------------ | ---------------- |
| Médaille d'or      | Hongrie          |
| Médaille d'argent  | États-Unis       |
| Médaille de bronze | Canada           |
| 4.                 | Russie           |
| 5.                 | Grèce            |
| 6.                 | Australie        |
| 7.                 | Italie           |
| 8.                 | Allemagne        |
| 9.                 | Cuba             |
| 10.                | Pays-Bas         |
| 11.                | Espagne          |
| 12.                | Nouvelle-Zélande |
| 13.                | Brésil           |
| 14.                | Venezuela        |
| 15.                | Ouzbékistan      |
| 16.                | Chine            |

## Légende
- joués : matchs joués
- V : victoires
- N : nuls
- D : défaites
- BP : buts marqués
- BC : buts encaissés
- +/- : différence de but